# Podział administracyjny Lublina

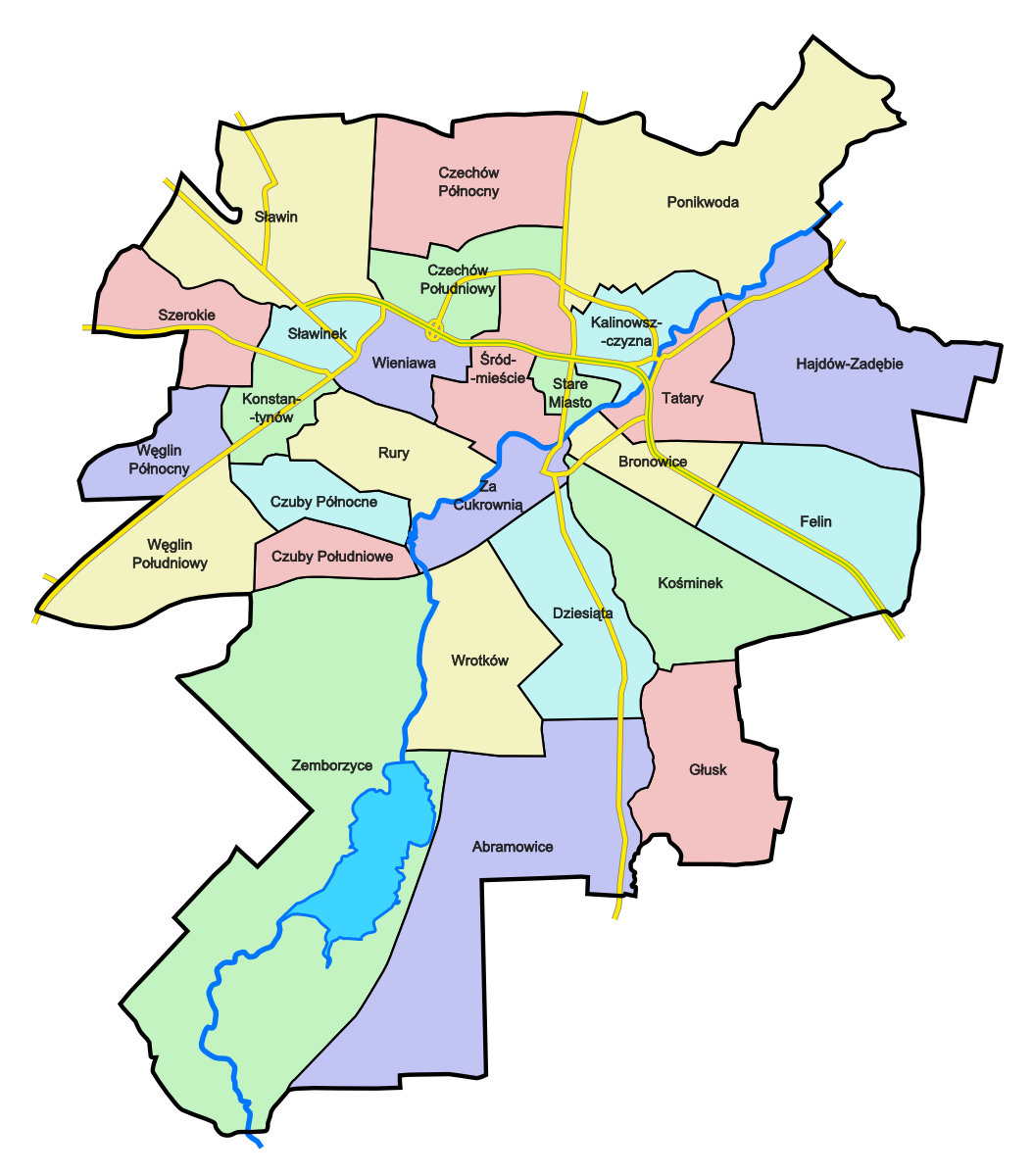
Schemat dzielnic Lublina

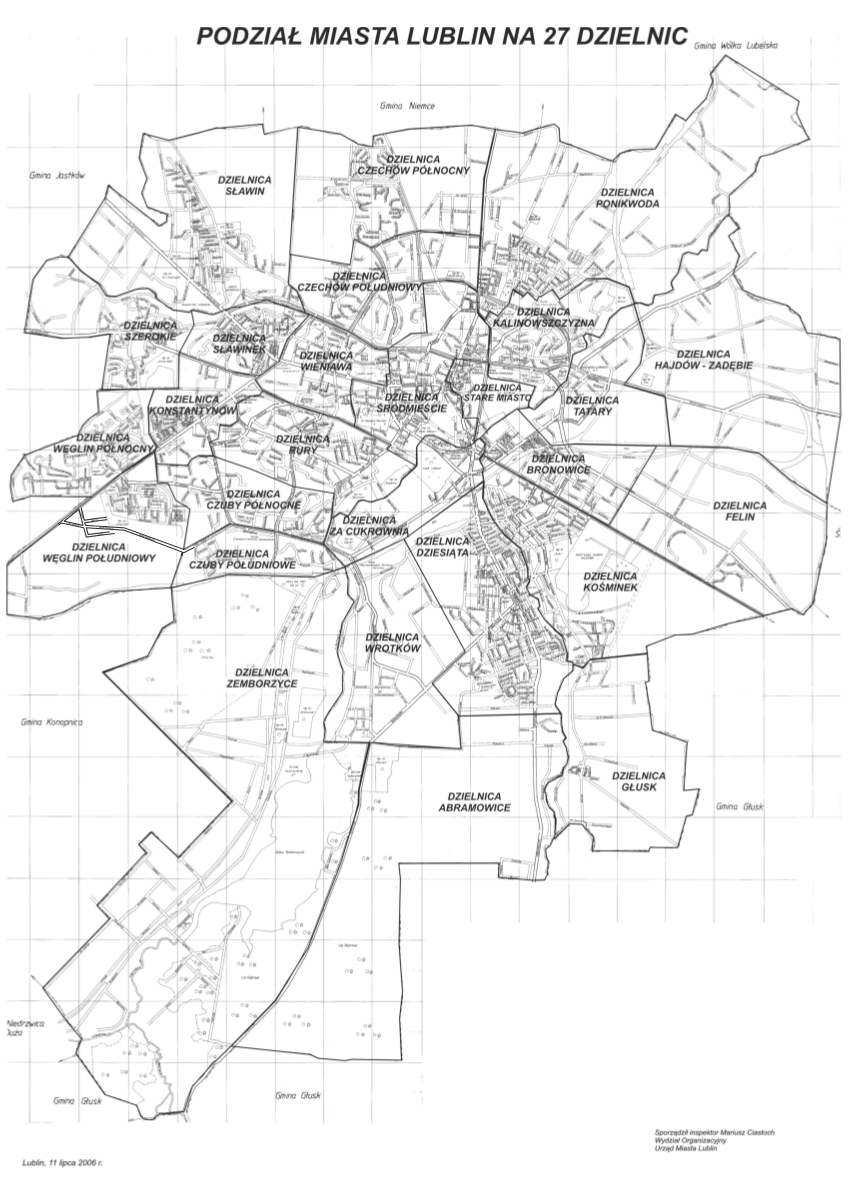
Podział Lublina na dzielnice

Podział administracyjny Lublina został wprowadzony przez Radę Miasta Lublin uchwałami od nr 889/XXXVIII/2006 do nr 915 /XXXVIII/2006. Od 23 lutego 2006 Lublin jest podzielony na 27 jednostek pomocniczych o statusie dzielnic. Równocześnie każdej z dzielnic został nadany statut. Każda dzielnica ma radę i zarząd, których prawa i obowiązki określone są w załącznikach do tych uchwał.
Z chwilą wprowadzenia nowych dzielnic wcześniejsze uchwały dotyczące podziału administracyjnego Lublina straciły moc.

## Spis dzielnic Lublina
| Dzielnica          | Powierzchnia (km², 2012) | Liczba zameldowanych mieszkańców (os., 31 XII 2017) | Gęstość zaludnienia (os./km², 31 XII 2017) |
| ------------------ | ------------------------ | --------------------------------------------------- | ------------------------------------------ |
| Abramowice         | 13,39                    | 1680                                                | 125.5                                      |
| Bronowice          | 2,51                     | 14664                                               | 5842                                       |
| Czechów Południowy | 3,35                     | 23469                                               | 7006                                       |
| Czechów Północny   | 5,9                      | 16618                                               | 2817                                       |
| Czuby Południowe   | 1,94                     | 17639                                               | 9092                                       |
| Czuby Północne     | 2,3                      | 26877                                               | 11685                                      |
| Dziesiąta          | 6,61                     | 22041                                               | 3334                                       |
| Felin              | 6,99                     | 7491                                                | 1072                                       |
| Głusk              | 5,7                      | 2119                                                | 371.8                                      |
| Hajdów-Zadębie     | 9,00                     | 1779                                                | 197.7                                      |
| Kalinowszczyzna    | 2,75                     | 22597                                               | 8217                                       |
| Konstantynów       | 2,15                     | 8008                                                | 3725                                       |
| Kośminek           | 6,44                     | 12948                                               | 2011                                       |
| Ponikwoda          | 11,54                    | 13429                                               | 1164                                       |
| Rury               | 3,61                     | 29140                                               | 8072                                       |
| Sławin             | 8,29                     | 11872                                               | 1432                                       |
| Sławinek           | 1,8                      | 7095                                                | 3941                                       |
| Stare Miasto       | 0,94                     | 2371                                                | 2522                                       |
| Szerokie           | 3,17                     | 3417                                                | 1078                                       |
| Śródmieście        | 3,77                     | 19260                                               | 5109                                       |
| Tatary             | 3,03                     | 12031                                               | 3971                                       |
| Węglin Południowy  | 5,1                      | 9303                                                | 1824                                       |
| Węglin Północny    | 2,39                     | 3815                                                | 1596                                       |
| Wieniawa           | 2,2                      | 11983                                               | 5447                                       |
| Wrotków            | 4,49                     | 14785                                               | 3293                                       |
| Za Cukrownią       | 2,43                     | 3494                                                | 1438                                       |
| Zemborzyce         | 25,65                    | 2991                                                | 116.6                                      |